# Platydyptes
A Platydyptes a madarak (Aves) osztályának pingvinalakúak (Sphenisciformes) rendjébe, ezen belül a pingvinfélék (Spheniscidae) családjába és a Palaeeudyptinae alcsaládjába tartozó fosszilis nem.

## Tudnivalók
A Platydyptes pingvinnem a késő oligocéntől egészen a miocén kor elejéig maradott fenn, vagyis ezelőtt 27,3–21,7 millió évvel. Ezt a nemet 1952-ben, Brian John Marples brit zoológus alkotta meg és belehelyezett három nagytestű őspingvinfajt. Ezeknek a madaraknak a kövületeit Új-Zéland Déli-szigetén, északon az Otagótól délre, egészen a Canterburyig találták meg.
A Platydyptes taxonnév a görög platys = „széles és lapos” - a felkarcsont (humerus) alakjára utalva -, valamint a dyptes = „búvár”, „merülő” szavak összevonásából jött létre.

## Rendszerezés
A nembe az alábbi három faj tartozik:
- Platydyptes marplesi Simpson, 1971 - a nemen belül a legkisebb faj; a tudományos nevéből a faji szintűt, azaz a másodikat a taxonnem megalkotójáról, Brian John Marplesról kapta
- Platydyptes novaezealandiae (Oliver, 1930); Marples, 1952 - a tudományos fajneve, az ellatinosított Új-Zélandot jelenti
- Platydyptes amiesi Marples, 1952 - a nemen belül a legnagyobb faj, körülbelül akkora, mint a mai királypingvin (Aptenodytes patagonicus); a tudományos fajnevét A. C. Amiesról kapta, aki az Otago Egyetemen tanult és 1946-ban elsőként találta meg e madár kövületeit. A. C. Amiest nem sokkal ezután megölték Malajziában.[4]

## Fordítás
- Ez a szócikk részben vagy egészben  a   Platydyptes című angol Wikipédia-szócikk ezen változatának fordításán alapul.  Az eredeti cikk szerkesztőit annak laptörténete sorolja fel. Ez a jelzés csupán a megfogalmazás eredetét és a szerzői jogokat jelzi, nem szolgál a cikkben szereplő információk forrásmegjelöléseként.